# Міністерство регіонального розвитку та фондів Європейського Союзу (Хорватія)
Міністерство регіонального розвитку та фондів Європейського Союзу (хорв. Ministarstvo regionalnoga razvoja i fondova Europske unije) — центральний орган виконавчої влади Хорватії, який відповідає за планування і реалізацію політики регіонального розвитку, діяльність щодо узгодження з Європейським Союзом сфери регіональної політики, а також використання коштів, наданих Євросоюзом.

## Міністри
| Міністр          | Партія | Вступ на посаду | Відхід з посади |
| ---------------- | ------ | --------------- | --------------- |
| Бранко Грчич     | СДПХ   | 23 грудня 2011  | 22 січня 2016   |
| Томіслав Толушич | ХДС    | 22 січня 2016   | 19 жовтня 2016  |
| Габрієла Жалац   | ХДС    | 19 жовтня 2016  | 19 липня 2019   |
| Марко Павич      | ХДС    | 19 липня 2019   | 23 липня 2020   |
| Наташа Трамішак  | ХДС    | 23 липня 2020   | 17 cічня 2023   |
| Шиме Ерлич       | ХДС    | 17 cічня 2023   | донині          |